# Lista portów lotniczych w Uzbekistanie
Lista portów lotniczych w Uzbekistanie, ułożonych alfabetycznie.
| Położenie  | ICAO | IATA | NAZWA LOTNISKA           |
| Andiżan    | UTKA | AZN  | Port lotniczy Andiżan    |
| Buchara    | UTSB | BHK  | Port lotniczy Buchara    |
| Fergana    | UTKF | FEG  | Port lotniczy Fergana    |
| Karszy     | UTSK | KSQ  | Port lotniczy Karszy     |
| Namangan   | UTKN | NMA  | Port lotniczy Namangan   |
| Navoiy     | UTSA | NVI  | Port lotniczy Navoiy     |
| Nukus      | UTNN | NCU  | Port lotniczy Nukus      |
| Samarkanda | UTSS | SKD  | Port lotniczy Samarkanda |
| Taszkent   | UTTT | TAS  | Port lotniczy Taszkent   |
| Termez     | UTST | TMJ  | Port lotniczy Termez     |
| Urgencz    | UTNU | UGC  | Port lotniczy Urgencz    |
| Termez     | UTSN | AFS  | Port lotniczy Zarafshon  |